# Ceridia
Ceridia é um gênero de mariposa pertencente à família Bombycidae.